# Абдрахманов, Гайнетдин Шайхиевич
Гайнетдин Шайхиевич Абдрахманов (1932—2001) — слесарь-турбинист высшей квалификации, бригадир слесарей ОАО «Башкирэнерго».

## Биография
Родился 9 мая 1932 года (по другим данным — 1 мая 1929 года) в деревне Ново-Уптино Чишминского района Башкирии.
Образование — неполное среднее.  Трудовую деятельность начал в июне 1949 г. комбайнёром Новотроицкой машинно-тракторной станции Чишминского района. В октябре 1951 г. призван в ряды Советской Армии. После демобилизации с января 1956 г. работал слесарем треста «Уралэнергоремонт» (г. Свердловск). С августа 1958 г. трудился слесарем по ремонту турбинного оборудования на производственном ремонтном предприятии «Башкирэнерго».
Овладев сложной профессией турбиниста-ремонтника, Г. Ш. Абдрахманов постоянно добивался высоких показателей в труде. По результатам работы в 1977, 1978, 1979 гг. его бригада была признана лучшей по Министерству энергетики и электрификации СССР, выступила инициатором внедрения бригадного подряда при капитальном ремонте турбоагрегатов теплоэлектроцентралей. Производительность труда с применением бригадного подряда повысилась в полтора раза, при этом трудоёмкость выполняемых работ в среднем на одну турбину была сокращена на 874,6 человеко-часа.
За выдающиеся производственные успехи, достигнутые в выполнении заданий десятой пятилетки и социалистических обязательств, и проявленную трудовую доблесть Указом Президиума Верховного Совета СССР от 31 марта 1981 г. Г. Ш. Абдрахманову присвоено звание Героя Социалистического Труда.
С 1992 года Гайнетдин Шайхиевич — пенсионер.
Умер Гайнетдин Шайхиевич 13 апреля 2001 года.
Семейную профессию Абдрахмановых продолжает сын Гайнетдина Шайхиевича — Ринат Гайнетдинович, будучи директором одного из крупнейших в Уральском регионе специализированных ремонтных предприятий, каким является Уфимский филиал ООО "КВАРЦ Групп".

## Награды
- Герой Социалистического Труда (1981).
- Два ордена Ленина (1974) и Трудового Красного Знамени (1971).